# Stazione di Preda
La stazione di Preda è una stazione ferroviaria della linea dell'Albula, in Svizzera. Serve il centro abitato di Preda, frazione del comune di Bergün Filisur.